# Уиттиер (аэропорт)
Аэропорт Уиттиер (англ. Whittier Airport), (ИКАО: PAWR, FAA LID: IEM) — государственный гражданский аэропорт, расположенный в 1,85 километрах к северо-западу от города Уиттиер (Аляска), США.

## Операционная деятельность
Аэропорт Уиттиер расположен на высоте 8 метров над уровнем моря и эксплуатирует одну взлётно-посадочную полосу:
- 3/21 размерами 451 x 18 метров с гравийным покрытием.

За период с 31 декабря 2004 по 31 декабря 2005 года Аэропорт Уиттиер обработал 700 операций по взлётам и посадкам самолётов (в среднем 64 операции в месяц), из них 97 % пришлось на авиацию общего назначения и 3 % — на рейсы аэротакси. В данный период в аэропорту базировалось два однодвигательных самолёта.